# Світловодське
Світловодське (рос. Светловодское) — село у Зольському районі Кабардино-Балкарії Російської Федерації.
Орган місцевого самоврядування — сільське поселення Світловодське. Населення становить 1385 осіб.

## Історія
Згідно із законом від 27 лютого 2005 року органом місцевого самоврядування є сільське поселення Світловодське.

## Населення
| 1979 | 2002  | 2010  |
| ---- | ----- | ----- |
| 1105 | ↗1377 | ↗1385 |